# کتابخانه ملی اسلواکی
کتابخانه ملی اسلواکی (به لاتین: Slovak National Library) یک کتابخانه ملی در اسلواکی است که در مارتین، اسلواکی واقع شده است.